# Lalandelle
La Landelle est une commune française située dans le département de l'Oise en région Hauts-de-France.

## Géographie

### Description

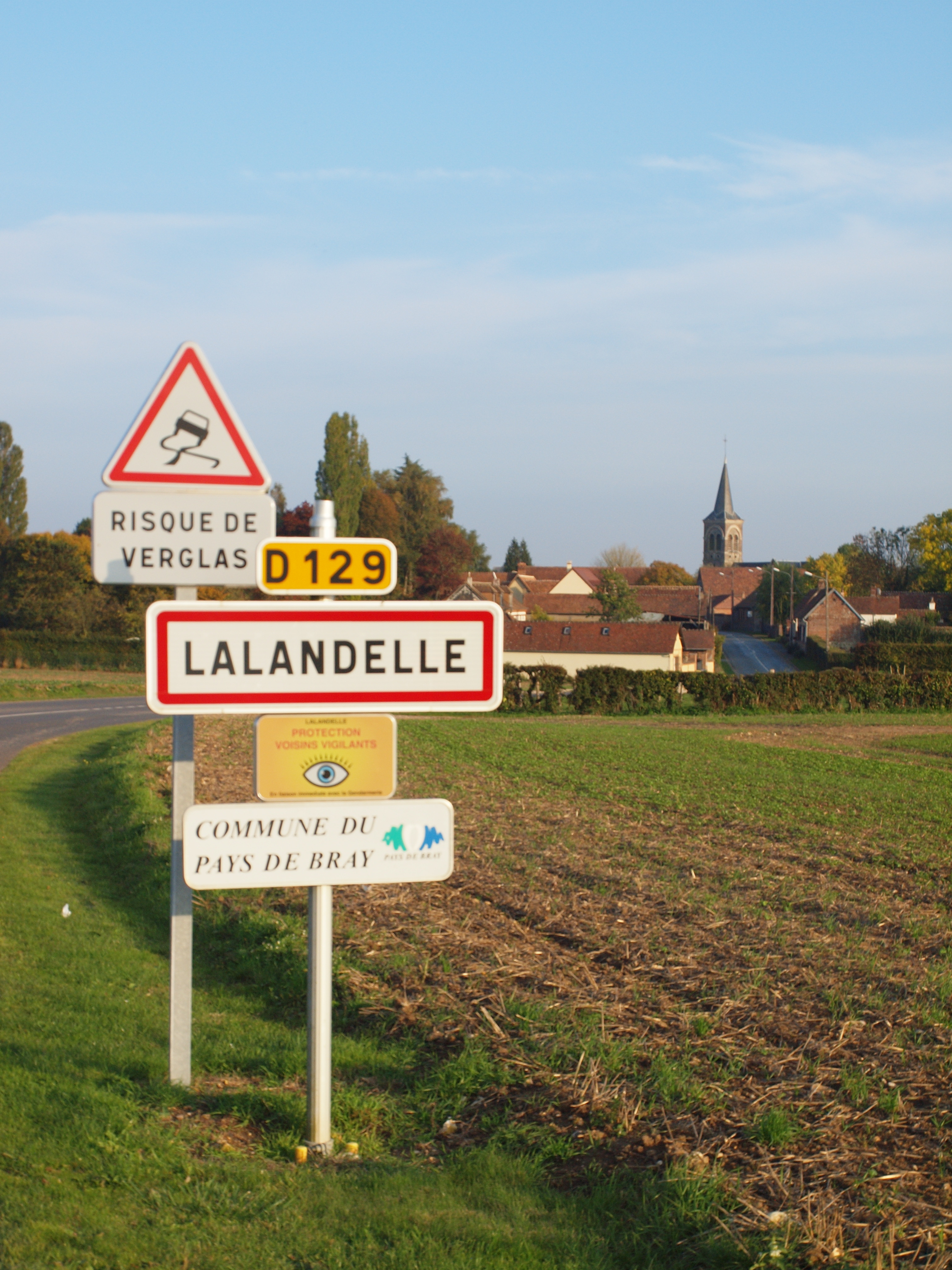
L'entrée du village}

La Landelle se situe sur la partie nord du plateau vallonné de Thelle qui s'étend des pieds du plateau du Vexin au sud, jusqu'au sommet des coteaux du Bray au nord.. Le plateau tendu entre les deux "cuestas" ou "larris" est entaillé de multiples vallons (secs à La Landelle) au modelé dissymétrique de plateau crayeux, qui rejoignent des vallons humides (l'Aunette) puis les rivières (l'Epte). Il offre un paysage de boisements et de champs ouverts.
La craie entremêlée de lits de silex atteint près de 100m d'épaisseur. Les eaux de pluie en décalcifient les couches supérieures et les transforment en argiles rouges ou brunes riches en silex et d'épaisseur très variable. Cet ensemble a été recouvert a l'ère quaternaire d'une couche de sable fin ou de limons argileux. Juste avant, à l'ère tertiaire, une "boutonnière" (le pays de Bray) est venue diviser le plateau crayeux en deux, séparant le pays de Thelle au sud, du plateau "Picard" au nord. Le pays de Thelle présente un relief un peu tourmenté et une déclivité vers le sud. Dans nos parties les plus hautes, les eaux de ruissellement ont décapé les dépôts superficiels de limons et découvert l'argile à silex.
À noter que le point culminant du département de l'Oise se trouve sur le territoire de la commune de Lalandelle.

### Communes limitrophes
| Espaubourg              | Saint-Aubin-en-Bray | Ons-en-Bray |
| Le Coudray-Saint-Germer | Lalandelle          | Le Vauroux  |
| Flavacourt              |                     | Labosse     |

### Hydrographie
La commune est située dans le bassin Seine-Normandie. Elle n'est drainée par aucun cours d'eau,.

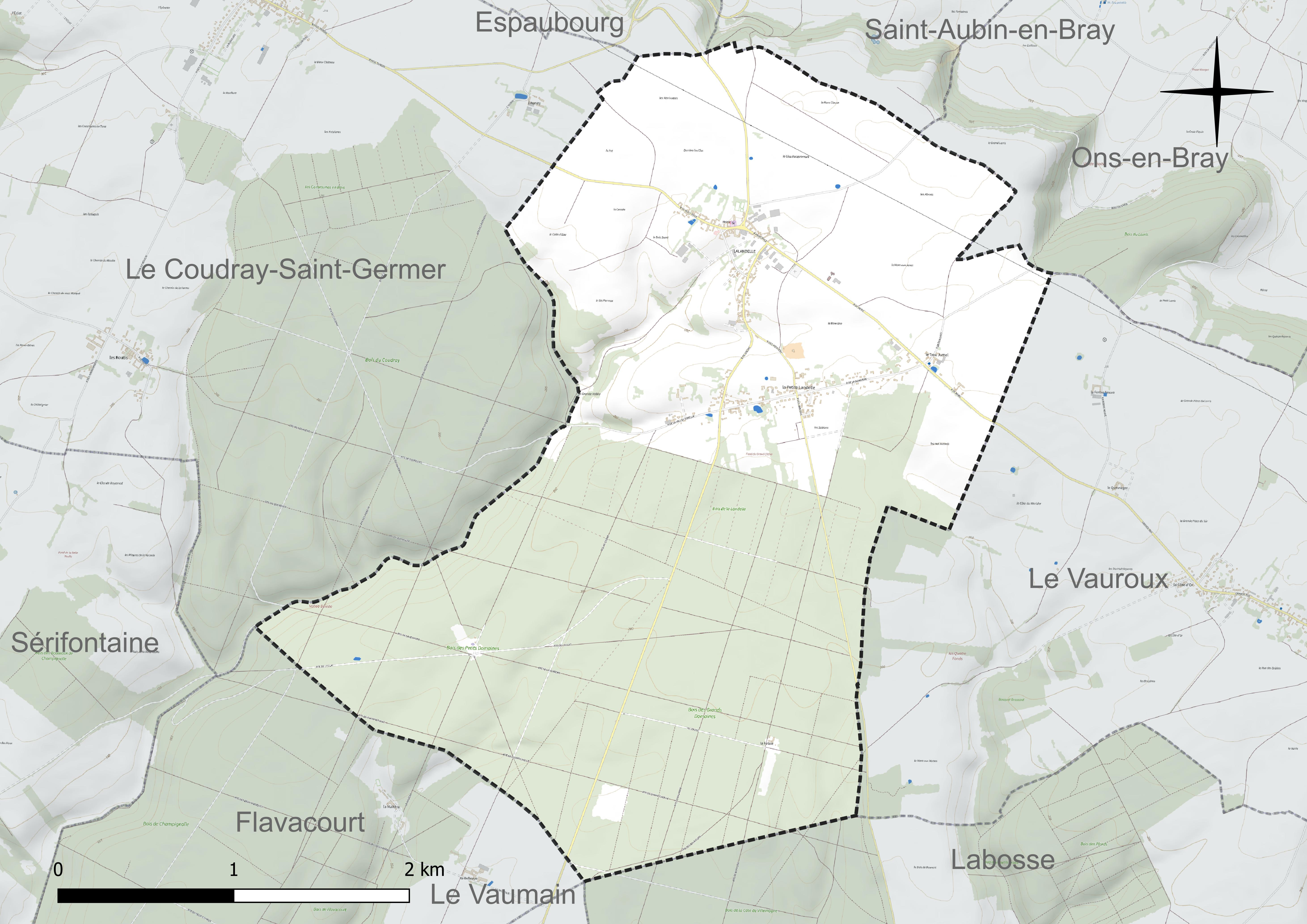
Réseau hydrographique de Lalandelle.

### Climat
Pour des articles plus généraux, voir Climat des Hauts-de-France et Climat de l'Oise.
En 2010, le climat de la commune est de type climat océanique altéré, selon une étude du CNRS s'appuyant sur une série de données couvrant la période 1971-2000. En 2020, Météo-France publie une typologie des climats de la France métropolitaine dans laquelle la commune est exposée à un climat océanique et est dans la région climatique  Sud-ouest du bassin Parisien, caractérisée par une faible pluviométrie, notamment au printemps (120 à 150 mm) et un hiver froid (3,5 °C). 
Pour la période 1971-2000, la température annuelle moyenne est de 9,8 °C, avec une amplitude thermique annuelle de 14,1 °C. Le cumul annuel moyen de précipitations est de 845 mm, avec 12,1 jours de précipitations en janvier et 9 jours en juillet. Pour la période 1991-2020, la température moyenne annuelle observée sur la station météorologique la plus proche, située sur la commune de Jaméricourt à 10 km à vol d'oiseau, est de 11,0 °C et le cumul annuel moyen de précipitations est de 695,7 mm,. Pour l'avenir, les paramètres climatiques de la commune estimés pour 2050 selon différents scénarios d'émission de gaz à effet de serre sont consultables sur un site dédié publié par Météo-France en novembre 2022.

## Urbanisme

### Typologie
Au 1er janvier 2024, Lalandelle est catégorisée commune rurale à habitat dispersé, selon la nouvelle grille communale de densité à sept niveaux définie par l'Insee en 2022.
Elle est située hors unité urbaine. Par ailleurs la commune fait partie de l'aire d'attraction de Beauvais, dont elle est une commune de la couronne,. Cette aire, qui regroupe 162 communes, est catégorisée dans les aires de 50 000 à moins de 200 000 habitants,.

### Occupation des sols
L'occupation des sols de la commune, telle qu'elle ressort de la base de données européenne d'occupation biophysique des sols Corine Land Cover (CLC), est marquée par l'importance des forêts et milieux semi-naturels (54,5 % en 2018), une proportion identique à celle de 1990 (54,5 %). La répartition détaillée en 2018 est la suivante :
forêts (54,5 %), terres arables (31,6 %), prairies (8,2 %), zones urbanisées (5,7 %). L'évolution de l'occupation des sols de la commune et de ses infrastructures peut être observée sur les différentes représentations cartographiques du territoire : la carte de Cassini (XVIIIe siècle), la carte d'état-major (1820-1866) et les cartes ou photos aériennes de l'IGN pour la période actuelle (1950 à aujourd'hui).

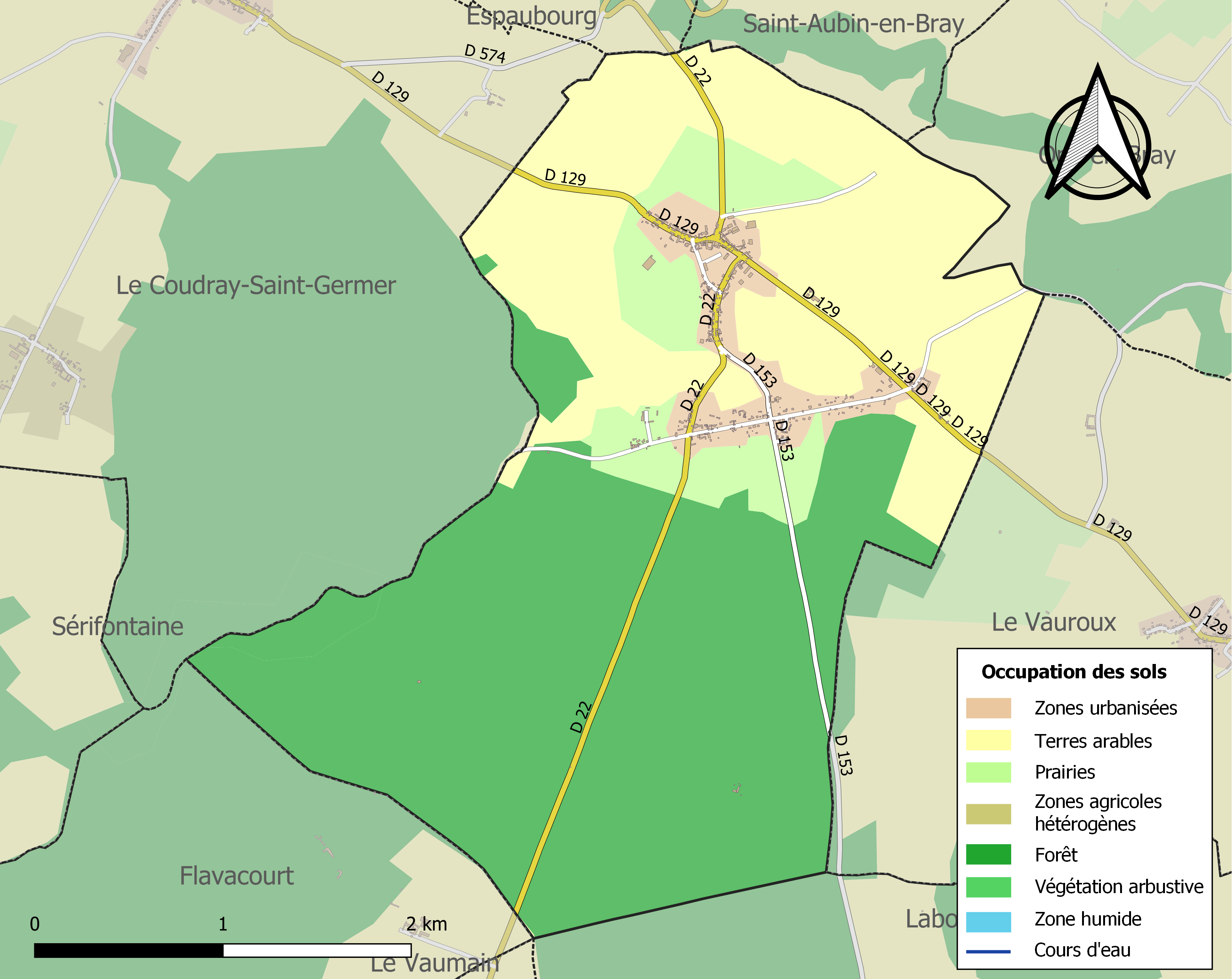
Carte des infrastructures et de l'occupation des sols de la commune en 2018 (CLC).

### Voies de communication et transports
La commune est desservie, en 2023, par les lignes 618, 6102 et 6107 du réseau interurbain de l'Oise.

## Toponymie
L'origine de La Landelle est sûre. Le nom de cette commune vient de « Landela », dérivé du gaulois « Landa », mot celtique que l'on retrouve dans le breton lann, qui désigne un vaste espace plat non cultivé ou inculte généralement couvert d'arbrisseaux comme les genêts : donc Lande. Le suffixe diminutif, -ella, qui est devenu -elle, est apparu dès le XIVe siècle, en 1384, lui donne le sens de petite lande. Ce nom de village correspond tout simplement aux plus mauvaises terres de la région.
L'article « La » est apparu en 1384. Landelle, quand il est au singulier, dans les noms de lieux est toujours précédé de l'article « la » : ainsi « La Landelle », hameau d'Anserville ; « La Lande », hameau d'Esches dans l'Oise ; mais ce n'est pas le cas au pluriel : Les Landes à Talmontiers ou Landelles tout court en Eure-et-Loir ou le Calvados.
L'article « La » doit-il être agglutiné ou non ? La Landelle ou Lalandelle ? La réponse ne semble pas être dans la linguistique…
Le conseil municipal a donc décidé de s'en référer à la logique : Puisque pour nommer le hameau du village l'on ne dit pas « La Petite Lalandelle », mais bien « La Petite Landelle » l'article ne doit pas être agglutiné, et il revendique les deux majuscules.

## Histoire
De 1899 à 1906, l'instituteur Armand Maillard rédige, à la suite de la demande initiée par le ministre Émile Combes, à l'occasion de l'Exposition universelle de 1900, une monographie sur le village où il exerce. Cette monographie informe sur la vie des habitants de La Landelle suivant un plan de rédaction établi. Cette monographie est conservée dans les archives communales.

### Origine de La Landelle
Il n'y a pas à ce jour de trace d'occupation du territoire de La Landelle jusqu'au XIe siècle; ni archéologique, contrairement à Sérifontaine (menhir et allée couverte de Champignolle), ni linguistique comme pour Espaubourg, une des plus anciennes paroisses du Beauvaisis, (fort romain et lieu-dit près des Landrons.)
Le territoire de La Landelle se confond avec celui du Coudray, formé en 1153 par suite d'un abandon du roi Louis VII à l'Abbaye Saint-Germer-de-Fly. Notons que les paroisses de La Landelle et du Coudray appartenaient jusqu'en l'an X, par exception topographique, au doyenné de Bray et à la généralité de Paris élection de Beauvais (dans la vallée du Bray), et non au diocèse de Rouen archidiaconé du Vexin doyenné de Chaumont, ou à la généralité de Rouen comme il aurait été logique (au-dessus de la falaise). Serait-ce parce que ces villages étaient de création plus récente et que leur territoire inhabité dépendait de la paroisse d'Espaubourg (dans la vallée), une des plus anciennes paroisses du Beauvaisis?
Les premiers habitants connus de La Landelle ont une vie précaire dans une région souvent dévastée par les guerres. Les terres sont pauvres et ils doivent aller faire paître le bétail dans la forêt de Thelle, malgré la menace des loups. Dans la partie nord du village de « La Grande Landelle », et du hameau du « Trou Jumel », le sol fortement argileux, cultivé sans méthode par des instruments aratoires quelquefois primitifs, est presque aride. L'altitude du territoire, le manque d'abri du côté du nord rendent la terre presque impropre à la culture.

### Seigneuries de La Landelle et du Trou Jumel, origine des biens communaux
Jusqu'au XVIe siècle, les manants de la paroisse de la Grande et de la Petite Landelle avaient, par droit d'usage, l'habitude de faire pâturer leur bétail et de prendre leur chauffage dans les 1 200 arpents sis à proximité de leur village et appartenant à divers seigneurs :

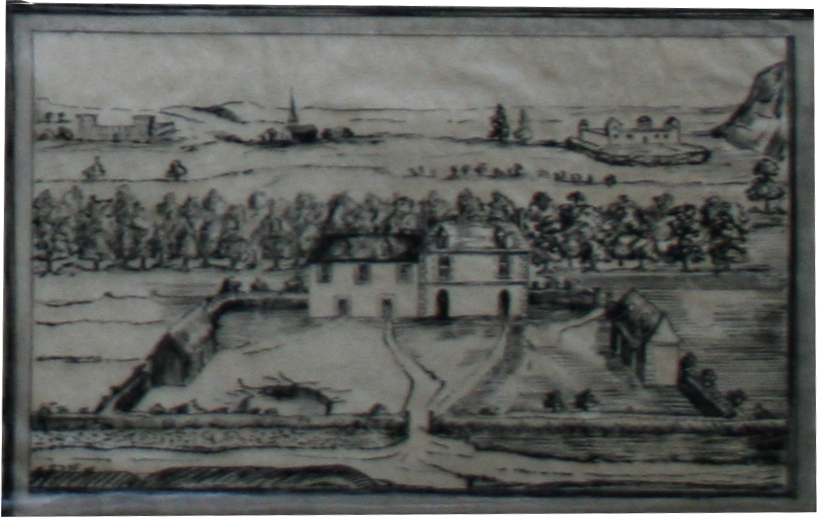
Seigneurie Trou-Jumel 1705- détail de calque levé par A.Maillard sur un plan original appartenant à M. Aurélien Tourly (archives communales).

- le seigneur d'Ons-en-Bray et le comte de Clermont, puis l'abbaye Saint-Lucien de Beauvais : le 8 octobre 1306, Robert comte de Clermont, fils de Louis IX, consentit à la vente à Pierre de Sarnois de l'Hostel et la ferme nommée le Trou Jumel[18] Seigneurie Trou-Jumel 1705- détail de calque levé par A.Maillard sur un plan original appartenant à M. Aurélien Tourly (archives communales). (partie de la terre du Quesneger), du bois des Domaines contenant six-cent soixante-quatre arpents, et de deux portions du bois des Calenges contenant cent cinq arpents, d'une rente de 6 muids de blé (mesure de Gerberoy) à prendre au terme de la Saint-Rémi sur les hommes ou hostes de l'hospital de La Landelle, une rente de quatre livres sols six deniers parisis par an.
- la commanderie de l'ordre des hospitaliers de Saint-Jean de Jérusalem, loucande d'Ivry le Temple et de La Landelle, fort ancienne, car elle existait en 1168, alors que Hugues, doyen de l'église de Beauvais, par une charte de cette date, déclarait que devant lui s'était présenté Hugues d'Ailly, « de Alliaco », qui avait dit avoir donné à l'Hôpital de la maison de Lalandelle, « Hospitali domus de Landella », une maison qu'il possédait à Beauvais... Pierre d'Orillac en devint seigneur viager par bail de 1507 entre lui et le frère de son épouse Marguerite, frère Pierre de Hestieux, chevalier de Malte[19]. La maison hôpital de Lalandelle était située près de l'église, dont la cure était à la présentation du Commandeur. Celui-ci avait à Lalandelle toute justice et seigneurie, droits de cens et de champart[20]. On peut supposer que l'hôpital aura été détruit en même temps qu'une partie de l'église et le presbytère, par un incendie qui si l'on écoute la tradition, aurait également détruit la portion du village appelée Bout Rifflé vers 1606. Un ancien puits en dehors du village, au lieu-dit La Censée, déjà comblé en 1900, confirmerait la destruction de cette extension du bourg.
- L'Abbaye du Val : en mai 1396, deux mandements royaux parurent à la requête d'Hector de Chartres, chevalier et seigneur d'Ons-en-Bray, qui avait exposé que l'abbé de Saint-Lucien, l'abbé du Val Notre Dame et lui-même, avaient 3 200 arpents en commun non limités, et source de conflits. L'usage de la pâture et de prise du bois de chauffage constituait une servitude pour ces propriétaires, qui étaient incommodés par les allées et venues de ces manants, si bien qu'ils ont interdit ces droits sur toute l'étendue de leurs bois, et ont donné en échange, par acte en date du 20 août 1552, tous droits d'usage et de pâturage sur 400 arpents de terres, friches et bois, sis en la forêt de Thelle. (confirmé par jugement du 31 juillet 1556).

La jouissance ou la redevance de ces biens fut contestée à différentes reprises par l'abbé de Saint-Lucien (1484, 1494, 1528, 1539)
Malgré le jugement du 31 juillet 1673 attribuant aux habitants de La Grande et de La Petite Landelle la possession des 400 arpents de friches et bois, (les seigneurs se réservaient les droits de justice et de chasse) diverses parties leur contesteront cette propriété :
- Louis François Joseph de Bourbon-Conti, prince de Conti en 1779 ;
- Le sieur Tronc de Gressac, demeurant à Paris, en 1819 ; Le sieur Tronc de Gressac, demeurant à Paris, en 1819 fait certainement une autre démarche pour récupérer ces bois, comme le montre le texte en réponse, qui suit : La partie des bois de la commune de la Landelle (Oise) qui est destinée à l'affouage des habitans, sera divisée en dix-huit coupes exploitables dans une révolution d'un même nombre d'années. Toutes les dispositions de notre ordonnance du 13 août 1823, relative à l'aménagement de ces bois, qui ne sont pas contraires aux présentes, continueront à être exécutées. Ce texte est signé du roi Charles X et de son ministre des finances, le comte de Chabrol et daté du 15 novembre 1829[22]. Les habitants de La Landelle ont de la chance d'être protégés par le roi Charles X. Les 17 janvier et 3 juin 1810, la Cour avait condamné les communes de Reilly, Boubiers et Montjavoult au délaissement, envers la partie de Tronc de Gressac des marais usurpés, comme communaux avec restitution des fruits perçus depuis le 5 juin 1789 et aux dépens[23].
- l'Administration des Domaines, au nom de l'État en 1872.

Toutes ces tentatives demeureront sans résultat.
Le sol ne peut nourrir que difficilement les habitants. Il en existe une preuve dans une supplique adressée par eux, en 1779, à Louis François Joseph de Bourbon-Conti, prince de Conti, pour le prier de ne pas persévérer dans l'idée de revendiquer la propriété de leurs biens communaux. Les manants de La Landelle donnent pour motif principal, que s'ils n'ont plus de biens communaux, ils n'auront plus ni chauffage ni pâturage, qu'ils ne pourront avoir de bétail pour engraisser leurs terres déjà arides et qu'ils n'auront plus alors qu'à quitter le pays.

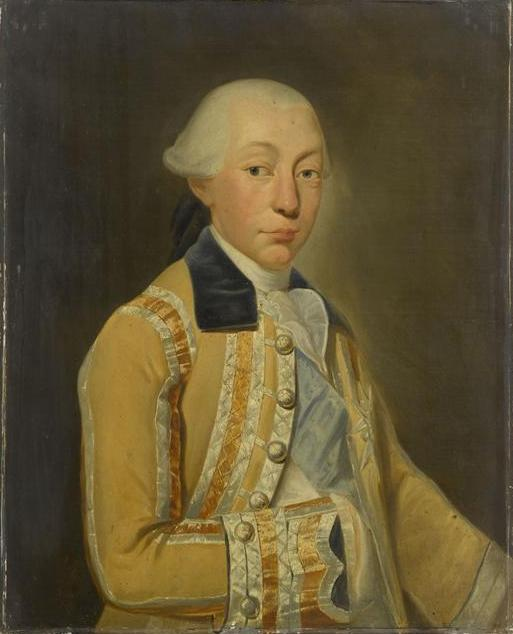
Louis François Joseph de Bourbon-Conti, prince de Conti revendique la propriété des biens communaux de la paroisse, notamment les 400 arpents de friches et de bois.

Un procès-verbal en date des 13-14  frimaire an IV (1796) montre que La Landelle, comme toutes les autres communes, doit fournir pour Paris des réquisitions de blé qu'on transporte à Pontoise. Ces demandes de subsistances sont faites pour nourrir les armées de la République et les populations citadines. Toutefois, ce procès-verbal rapporte que les femmes de La Petite Landelle se sont opposées à ce que trois voitures chargées de réquisitions de blé partent pour Paris. L'agent municipal Duval déclare qu'il n'a pu empêcher les femmes d'accomplir cet acte, que celles-ci, prétextant qu'elles n'avaient plus de blé pour se nourrir, elles et leurs enfants, se sont partagé tout le grain réquisitionné, malgré lui, malgré le piquet de gardes nationaux commis à la garde des voitures, et ce, pendant la nuit. Aucune mention sur les registres n'indique ensuite les conséquences de cet acte.
Le partage des biens communaux a certainement apporté une notable amélioration dans la condition des habitants de La Landelle, car les terrains partagés, absolument neufs de culture, composés d'argile sablonneuse, se prêtent mieux au travail que les terres épuisées des paysans. Comme ce partage a lieu par… (tête?)…, chaque habitant de la commune, majeur ou mineur, réunissant les conditions légales, peut avoir 26 verges (13 ares) de terre à cultiver. Une partie de la population se livrant aux travaux agricoles, tandis que l'autre partie vit surtout du travail d'exploitation des coupes faites sur les bois dépendant de la forêt de Thelle. Indépendamment des travaux du ménage un certain nombre de femmes et de jeunes filles font de la dentelle. D'autres habitants sont domestiques, artisans, garde-chasses… ou partent à la ville.

### Partage des biens communaux
L'article 6 du décret du 10 juin 1793 autorise le partage individuel des terres communales. Ce décret sur le partage des communaux n'est guère appliqué dans les faits, du fait de blocages locaux. Pourtant à La Landelle, le 11 pluviôse an IV de la République Française, ordre est donné au citoyen Picard, arpenteur à Blacourt, qui avait été chargé de pratiquer au préalable la division, d'avoir à présenter la carte indicatrice des opérations qu'il a pu faire dans le partage des biens communaux de La Landelle.
Ces biens comprennent les terres en friches sises au nord du bois jusqu'aux maisons du village de « La Petite Landelle » et du « Trou Jumel ». L'opérateur est assisté dans son travail de deux experts: les citoyens Leguay, demeurant au Quesneger, et Cressonnier, demeurant à Cuigy. Cette commission est complétée par deux indicateurs : les citoyens Charles Louis Rousselle et François Baudoin, tous deux de La Landelle.
Le 21 Pluviôse an IV, la municipalité de La Landelle constate que dans l'état des opérations présenté par le citoyen Picard, il se trouve un manque de 62 perches de terrain, mais que ce terrain sera remis aux réclamants sur d'autres terrains laissés en réserve. Les honoraires des opérations de l'arpenteur s'élevèrent à 600 livres. Dans sa délibération du 21 Pluviôse an IV sus-dit, la municipalité déclare que chacun entrera en possession de sa part après qu'un tirage au sort aura eu lieu.
Le registre du partage du bien existe à la Mairie; il comprend un assez grand nombre de pages laissées en blanc, très probablement pour les mutations futures. Il comprend quatre plans dessinés avec plus ou moins d'habileté et qui ont pu, après un travail assez minutieux, être réunis en un seul représentant aussi fidèlement que possible le résultat du partage. L'ensemble des terrains à diviser formant à peu près (…) il est donc partagé en deux sections. La première correspond à peu de chose près à tous les terrains occupés par les habitations de La Petite Landelle et du Trou Jumel. La seconde section comprend toutes les terres avoisinant le bois communal. Chaque individu majeur ou mineur obtint dans la première section 14 verges (…) et dans la seconde section 12 verges, soit environ 6 ares.

### Extrait du registre du partage des biens communaux
- no 3 Louis Étienne Lambert, instituteur, pour quatre individus, possède chacun douze verges de terres joignant ; le total quarante huit verges, borné d'un côté vers l'orient
- no 5 Pierre François Baude, de l'autre vers l'occident
- no 2 Clair Dufour.

### Le bois communal
La portion des biens communaux autre que celle en friches, c'est-à-dire celle plantée en bois, reste sans partage et forme le bois communal. Cette étendue demeure en partie affectée au chauffage des habitants au moyen de l'affouage. D'après une pièce figurant aux archives de la mairie, le partage des lots d'affouage est règlementé à peu près comme il l'est aujourd'hui dès 1738.
La première coupe est faite le 11 novembre 1738. Chaque ménage devait abattre un carré de bois déterminé par un tirage au sort effectué entre tous les habitants en l'église paroissiale.
En 1840, le bois communal de La Landelle est spécialement aménagé et divisé en 18 coupes à peu près égales par M. Moinet, arpenteur forestier, à Senlis et M. Duval, garde-général, à Beauvais. Le quart de la contenance totale du bois de 144 hectares 30 ares est classé en réserve en conformité des ordonnances royales des 13 août 1823 et 28 février 1830, malgré une opposition très vive de la population, qui se voit ainsi privée d'une partie de son affouage. La mise en coupe de la portion dite de réserve ne peut être effectuée que si la commune le sollicite, en prévision d'impérieux besoins, et qu'un décret du chef de l'État l'autorise.
Par délibération de janvier 1999 la commune a acquis 15 ha de parcelles privées situées dans le massif forestier de Thelle, agrandissant ainsi le bois communal à 155 ha.
Le droit de chasse a été mis en actions le 20/06/1959 et la société de chasse réglementée le 24/10/1959. Messieurs Maheu (59), Bienaimé (63) et Trumet (64) ont exercé les fonctions de garde chasse.

### Les autres faits marquants de l'histoire de La Landelle
École communale L'abbé Richard, docteur en théologie, est curé de La Landelle (Oise) en 1861. À cette époque, un enseignant de La Landelle déclare lors d'une enquête sur l'éducation : les parents sont si insouciants, qu'ils n'enverraient pas leurs enfants à l'école, s'ils n'y étaient poussés par le curé qui les menace de ne pas faire faire la première communion à ceux qui ne sauront ni lire ni écrire.
Vers 1852, l'abbé Richard, qui n'aimait pas M. Buteux alors instituteur communal, fait venir, pour nuire à son prestige, une congrégationniste de Goincourt afin de diriger une école libre de filles dans une maison qui lui appartenait. Cette école a subsisté environ cinq années. Toutes les jeunes filles avaient déserté l'école communale mixte.
L'école-mairie communale est construite en 1855 sur les plans de M. Auxcousteaux, architecte à Beauvais.Coût 13 062 francs.
Un grand préau fermé, salle de distribution des prix, à l'est, ainsi qu'une classe enfantine et son petit préau à l'ouest ont été ajoutés en 1884 suivant les plans de M. Maillard instituteur, pour la somme de 12 000 francs.
Le chauffage central y est installé en 1968. Un bâtiment pour les WC est construit en 1967, fermé et chauffé depuis 1988, agrandi en 2020 (pandémie covid et orientations de l'observatoire national de la sécurité et de l'accessibilité des
établissements d'enseignement). La cour de récréation est imperméabilisée en 1979.
L'école a été agrandie en 1983 (classe maternelle en extension Est) et réaménagée en 2003 (accessibilité de la mairie et réfection des classes) et 2007 (préau ouvert et cantine scolaire).
De 1959 à 2008 (désaffection) la commune offre un dictionnaire (petit Larousse, puis dictionnaire de langue) aux lauréats du certificat d'études, puis aux futurs collégiens.
Le cimetière était établi depuis des temps immémoriaux dans l'enclos entourant l'église paroissiale. Sa position au centre du chef-lieu, en contre-haut de la chaussée, sa réduction en 1864 à la suite de la construction de la nouvelle église plus grande que l'ancienne, ont amené à sa translation en 1894, sur un terrain au lieu-dit carrefour du feu Saint Jean (en raison de la procession puis de la fête qui s'y déroulaient le 23 juin, veille de la fête patronale). La première personne à y être inhumée fut Mme Baudoin Joséphine veuve Desserre, le 10 janvier 1895.
L'éclairage des rues : Le conseil municipal a décidé d'éclairer les rues en octobre 1905, pendant les soirées d'octobre à mars quand la lune ne donne pas. L'éclairage est fourni par des lampes à réflecteur de la maison Robert, 25 rue Drouot à Paris, brûlant le pétrole. Allumage et nettoyage sont effectués par le garde-champêtre et le cantonnier.
Établissement d'une ligne téléphonique : En septembre 1907, les premiers poteaux téléphoniques sont plantés le long du chemin vicinal de Sérifontaine à Beauvais (rue de la Bonnière actuellement) pour relier téléphoniquement l'habitation de M. Ravel (L'oasis actuellement) au bureau du Coudray saint-Germer.
Lavoir communal : Il existait un lavoir communal situé au carrefour du CD 22 (vers Gisors) et du CD 153 (vers Labosse). Il a été vendu le 21/01/1959 aux Ponts et Chaussées, pour servir de dépôt de matériaux. Le bâtiment a été racheté par la commune en 2011 pour servir de hangar communal.
Déchets ménagers : Par délibération du 24/10/1959, le conseil municipal a créé une décharge publique sur l'emplacement de l'ancienne sablière. À partir de 1960 M. René Baudouin est rémunéré pour le ramassage des ordures.

## Politique et administration
| Période | Période                   | Identité                      | Étiquette | Qualité                                                                           |
| ------- | ------------------------- | ----------------------------- | --------- | --------------------------------------------------------------------------------- |
| 1792    | 1795                      | Louis Devirgille              |           |                                                                                   |
| 1795    | 1795                      | Jean Baptiste Roussel         |           |                                                                                   |
| 1795    | 1796                      | André Duval                   |           |                                                                                   |
| 1796    | 1796                      | Jeanbap.Barthémy Rouget       |           |                                                                                   |
| 1796    | 1799                      | Louis Paul Bonhomme           |           |                                                                                   |
| 1799    | 1799                      | Anselme Nicolas Guérard       |           |                                                                                   |
| 1799    | 1817                      | Pierre Nicolas Pinçon         |           |                                                                                   |
| 1817    | 1829                      | Charles Heu                   |           |                                                                                   |
| 1829    | 1891                      | Louis François Baudoin        |           |                                                                                   |
| 1831    | 1845                      | Jean Baptiste Coëffet         |           | Engagé volontaire en 17?? fit toutes les campagnes de 1793 à 1815 devint officier |
| 1846    | 1848                      | Louis François Lemaire        |           |                                                                                   |
| 1848    | 1852                      | François Dufour               |           |                                                                                   |
| 1852    | 1855                      | Lucien Cressonnier            |           |                                                                                   |
| 1855    | 1863                      | Louis François Lemaire        |           |                                                                                   |
| 1863    | 1876                      | Louis Eugène Tourly           |           |                                                                                   |
| 1876    | 1899                      | Jean Baptiste Tourly          |           | fut conseiller général du canton du Coudray-Saint-Germer 1880-1886                |
| 1899    | 1907                      | Louis Honoré Désiré Lanquetin |           |                                                                                   |
| 1907    | 1936                      | Paul Alfred Dubus             |           |                                                                                   |
| 1936    | 1944                      | Émile Mercier                 |           |                                                                                   |
| 1944    | 1945                      | Arsène Pottee                 |           |                                                                                   |
| 1945    | 1954                      | Cyprien Thierry               |           |                                                                                   |
| 1954    | 1984                      | Maurice Chevalier             |           |                                                                                   |
| 1984    | 2001                      | Francis Dubois                |           |                                                                                   |
| 2001    | 2008                      | René Sohier                   | DVD       |                                                                                   |
| 2008    | En cours (au 4 juin 2020) | Jacques Ligneul               |           | Réélu pour le mandat 2020-2026                                                    |

## Population et société

### Démographie

#### Évolution démographique
L'évolution du nombre d'habitants est connue à travers les recensements de la population effectués dans la commune depuis 1793. Pour les communes de moins de 10 000 habitants, une enquête de recensement portant sur toute la population est réalisée tous les cinq ans, les populations de référence des années intermédiaires étant quant à elles estimées par interpolation ou extrapolation. Pour la commune, le premier recensement exhaustif entrant dans le cadre du nouveau dispositif a été réalisé en 2004.

En 2022, la commune comptait 521 habitants, en évolution de +11,09 % par rapport à 2016 (Oise : +0,87 %, France hors Mayotte : +2,11 %).
| 1793 | 1800 | 1806 | 1821 | 1831 | 1836 | 1841 | 1846 | 1851 |
| ---- | ---- | ---- | ---- | ---- | ---- | ---- | ---- | ---- |
| 440  | 488  | 510  | 478  | 490  | 520  | 531  | 517  | 486  |

| 1856 | 1861 | 1866 | 1872 | 1876 | 1881 | 1886 | 1891 | 1896 |
| ---- | ---- | ---- | ---- | ---- | ---- | ---- | ---- | ---- |
| 445  | 482  | 470  | 446  | 423  | 415  | 395  | 402  | 408  |

| 1901 | 1906 | 1911 | 1921 | 1926 | 1931 | 1936 | 1946 | 1954 |
| ---- | ---- | ---- | ---- | ---- | ---- | ---- | ---- | ---- |
| 406  | 408  | 408  | 342  | 342  | 354  | 347  | 297  | 273  |

| 1962 | 1968 | 1975 | 1982 | 1990 | 1999 | 2004 | 2006 | 2009 |
| ---- | ---- | ---- | ---- | ---- | ---- | ---- | ---- | ---- |
| 269  | 277  | 257  | 381  | 398  | 439  | 447  | 461  | 438  |

| 2014 | 2019 | 2022 | - | - | - | - | - | - |
| ---- | ---- | ---- | - | - | - | - | - | - |
| 467  | 501  | 521  | - | - | - | - | - | - |

#### Pyramide des âges
La population de la commune est relativement jeune.
En 2018, le taux de personnes d'un âge inférieur à 30 ans s'élève à 39,4 %, soit au-dessus de la moyenne départementale (37,3 %). À l'inverse, le taux de personnes d'âge supérieur à 60 ans est de 18,2 % la même année, alors qu'il est de 22,8 % au niveau départemental.
En 2018, la commune comptait 245 hommes pour 245 femmes, soit un taux de 50 % de femmes, légèrement inférieur au taux départemental (51,11 %).
Les pyramides des âges de la commune et du département s'établissent comme suit.
| Hommes | Classe d’âge | Femmes |
| ------ | ------------ | ------ |
| 0,0    | 90 ou +      | 0,4    |
| 4,0    | 75-89 ans    | 4,0    |
| 12,7   | 60-74 ans    | 15,2   |
| 20,3   | 45-59 ans    | 20,4   |
| 21,9   | 30-44 ans    | 22,4   |
| 18,3   | 15-29 ans    | 15,6   |
| 22,7   | 0-14 ans     | 22,0   |

| Hommes | Classe d’âge | Femmes |
| ------ | ------------ | ------ |
| 0,5    | 90 ou +      | 1,4    |
| 5,5    | 75-89 ans    | 7,6    |
| 15,6   | 60-74 ans    | 16,3   |
| 20,8   | 45-59 ans    | 20     |
| 19,4   | 30-44 ans    | 19,4   |
| 17,6   | 15-29 ans    | 16,2   |
| 20,6   | 0-14 ans     | 19,1   |

## Culture locale et patrimoine

### Lieux et monuments

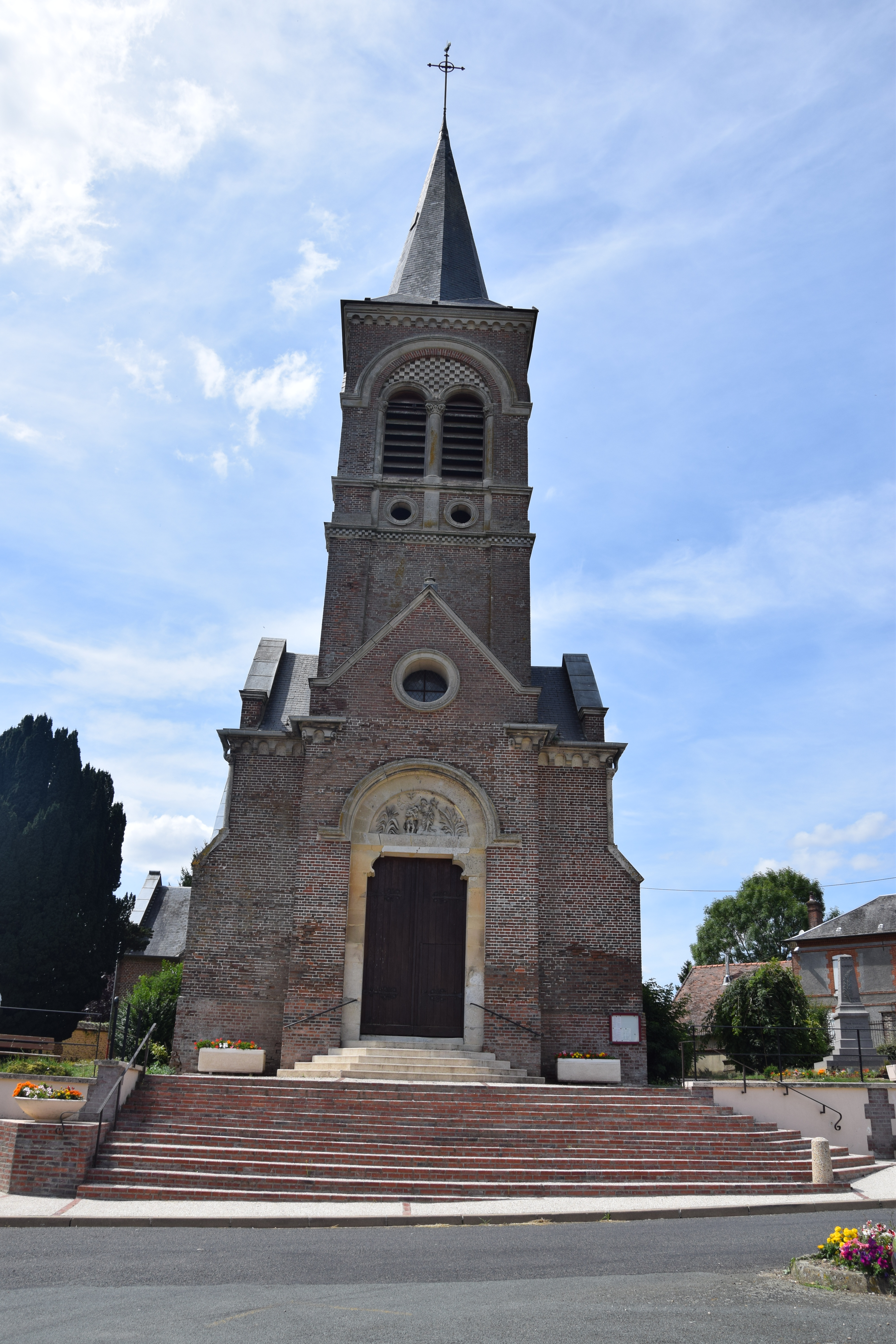
L'église Saint-Jean-Baptiste.

- Vestiges de tombeaux gallo-romains (banc à côté du tennis).
- Gros chêne tricentenaire (5 m de tour) au carrefour de la Baraque Couché par la tempête en février 2022.
- Forêt domaniale de Thelle
- Sur la D 22, très beau point de vue, sur le pays de Bray, où a été installée en 1968 la table d'orientation des Neuf-Frênes : au Trou-Jumel (235 m) château d'eau duquel on voit la tour Eiffel par temps clair.
- Sur les cartes de Cassini figurent trois moulins à vent en bois en surplomb des larris de St Aubin en Bray (entre les coursiers Coupin et Dieu de Pitié). Pas de trace sur le terrain.

### Personnalités liées à la commune
* Charles Commessy (1856-1941), photographe amateur du Beauvaisis, né à Blacourt, a été instituteur à La Landelle de 1878 à 1881. Deux mille plaques de verre, conservées dans les collections iconographiques des Archives départementales de l'Oise, illustrent la vie quotidienne de nos aïeux paysans, artisans et villageois. (http://archives.oise.fr/archives-en-ligne/photographies-cartes-postales-gravures/ )5Fi-25Fi[réf. nécessaire]
Le 3 octobre 1934 a lieu un premier pèlerinage réunissant plusieurs milliers de pèlerins à La Landelle en l'honneur de la Sainte thaumaturge. Cette journée donne lieu à la présentation des reliques de sainte Thérèse de l'Enfant-Jésus données par le carmel de Lisieux.
Le magnifique décor mis en place dans le village et dans l'église à cette occasion est célébré dans les articles de presse de l'époque. Disposée devant l'autel, une statue de la Sainte offerte par la famille Graux est entourée de guirlande de milliers de roses brodées par les habitants et tombant d'une triple couronne d'or accrochée au plafond.